# Vernazobres
Le Vernazobre ou Vernazobres est un affluent de l'Orb. Il coule dans l'ouest du département de l'Hérault et traverse le terroir du vignoble de Saint-Chinian.

## Géographie
De 24,2 km de longueur, sa source vauclusienne, située dans la commune de Babeau-Bouldoux, est issue du système karstique du Pardailhan. Le Vernazobre fait quelques kilomètres, et conflue avec le ruisseau d'Ilouvre, puis, avec le ruisseau de Touloubre. Ensuite, il passe à Saint-Chinian, à Pierrerue et à Prades-sur-Vernazobre avant de terminer sa course dans le lit de l'Orb à Cessenon-sur-Orb.

### Hydronyme
La rivière peut s'orthographier de deux façons différentes : Vernazobre ou Vernazobres. D'après Xavier Delamarre, ce nom provient de l'hydronyme Vernodubrum, répandu chez les Gaulois et signifiant le ruisseau des aulnes (verno-dubro).

## Principaux affluents
- Ruisseau de Salabert
- Ruisseau des Vignes
- Ruisseau des Jardins
- Ruisseau d'Ilouvre
- Ruisseau de Touloubre
- Rec de Saint-Pierre
- Ruisseau de Saint-Laurent
- Rec de Roubio
- Ruisseau de Canimals
- Ruisseau des Mourgues
- Ruisseau de Chavardès
- Ruisseau de la Grunasse
- Ruisseau de Riels
- Ruisseau de Mirot
- Le Récambis